# Евбеја
Евија или Евбеја је највеће острво у Егејском мору, налази се источно од Атике и Беотије, од којих је одвојено Аталантским и Еврипским теснацом. Простире се од северозапада до југоистока, дуго је 180 km, а широко од 6 km до 45 km. Има површину од 3.684 km² и око 200 хиљада становника. Острво са околним мањим острвима спада под округ Евбеја.

## Историја
У античко доба је била под влашћу Атине. После битке код Херонеје Евбеја долази под власт Филипа II краља Македоније, а касније Римљана и Византинаца. После Четвртог крсташког рата долази под управу Венеције, под којом остаје све до 1470. када је освајају Турци. После Грчког рата за независност 1830. постаје део новостворене државе Грчке.

### Антика
Класициста Бери Б. Пауел је изнео претпоставку, да је Евбеја можда била место где је грчки алфабет први пут био употребљен 775-750 пре нове ере, и да је Хомер провео део живота на острву.